# Argia albistigma
Argia albistigma là một loài chuồn chuồn kim trong họ Coenagrionidae.
Argia albistigma is in 1865 voor het eerst wetenschappelijk beschreven door Hagen in Selys.